# Gare d'Ōzone
La gare d'Ōzone (大曽根駅, Ōzone-eki) est une gare ferroviaire de la ville de Nagoya, dans la préfecture d'Aichi au Japon. Elle est exploitée par les compagnies Meitetsu et JR Central, ainsi que par le métro de Nagoya.

## Situation ferroviaire
La gare d'Ōzone est située au point kilométrique (PK) 387,1 de la ligne principale Chūō, au PK 4,6 de la ligne Meitetsu Seto et au PK 8,9 de la ligne Meijō.

## Histoire
La gare Meitetsu a été inaugurée le 1er mars 1906. La gare JR ouvre le 9 avril 1911. Le métro y arrive le 20 décembre 1971.

## Services aux voyageurs

### Accès et accueil
La gare dispose d'un bâtiment voyageurs, avec guichet, ouvert tous les jours.

### Desserte

#### Meitetsu
- Ligne Seto :
  - voie 1 : direction Owari Seto
  - voie 2 : direction Sakaemachi

#### JR Central

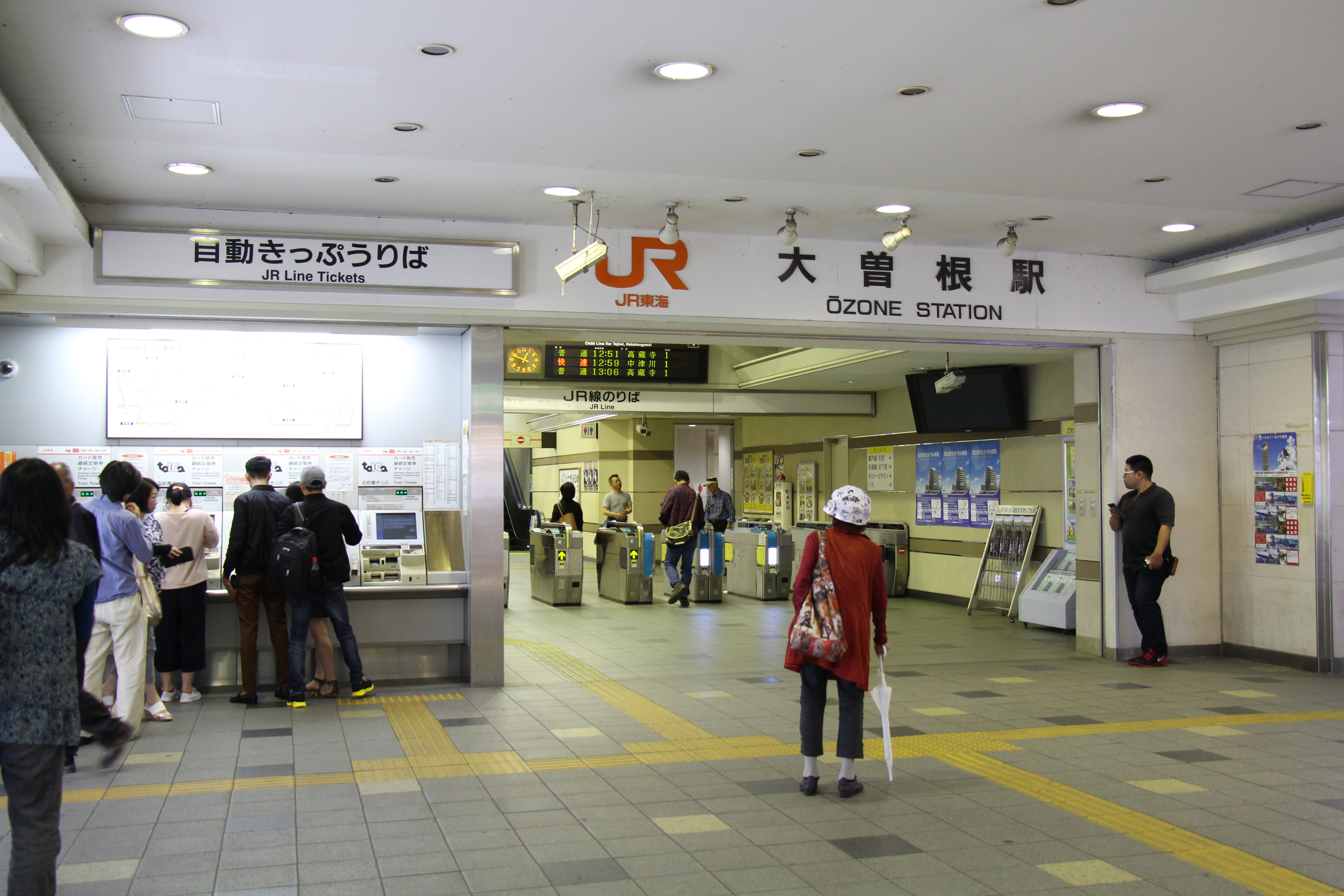
Entrée JR

- Ligne principale Chūō :
  - voie 1 : direction Nakatsugawa
  - voie 2 : direction Nagoya

#### Métro de Nagoya

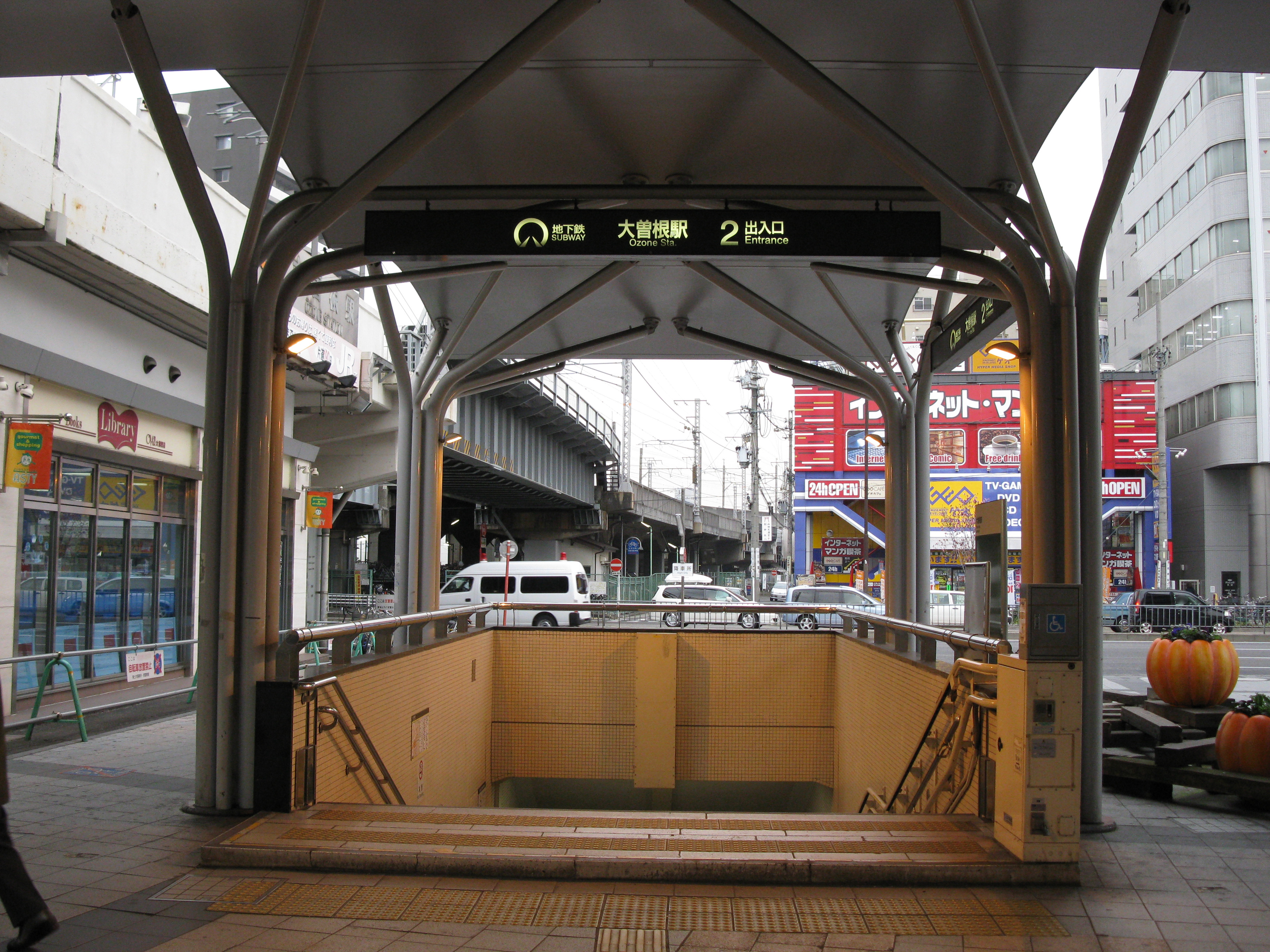
Entrée du métro

- Ligne Meijō :
  - voie 1 : direction Kanayama
  - voie 2 : direction Yagoto

### Intermodalité
La ligne de bus guidés Yutorīto commence ici.